# IPhone
De iPhone is een reeks van smartphones geproduceerd door Apple. Sinds de introductie in 2007 zijn er in totaal 18 series van de iPhone verschenen, waarbij de meeste series verschillende modellen bevatten.

## Voorgeschiedenis
De iPhone was, samen met de HTC Touch, een van de eerste smartphones met een on-screen-toetsenbord. Het apparaat heeft geen mechanische toetsen om teksten of telefoonnummers in te voeren. In plaats daarvan gebruikt de iPhone iOS, een aangepaste versie van OS X (het besturingssysteem voor Apple Mac-computers). Deze software creëert onder andere de virtuele toetsen op het aanraakscherm voor de bediening.
Over de iPhone werd al gespeculeerd lang voordat hij uitgebracht werd.
In 2002 waren er geruchten dat een iPhone in de maak was.
In september 2005 kondigde Apple de Motorola ROKR E1 aan, de eerste mobiele telefoon die met iTunes kon worden gesynchroniseerd. Motorola had eerder de zeer populaire RAZR gelanceerd en Steve Jobs kende de CEO van Motorola goed, waardoor een samenwerking voor de hand lag. De samenwerking zou Apple in staat stellen zich te concentreren op het ontwikkelen van de muzieksoftware, terwijl Motorola de hardware voor zijn rekening zou nemen. De ROKR bleek echter geen waardig opvolger van de RAZR en Steve Jobs gaf na de lancering toe dat hij niet gelukkig was met de ROKR.
In september 2006 verwijderde Apple de ROKR-ondersteuning in iTunes. In plaats daarvan bood iTunes ondersteuning voor een nog onbekende mobiele telefoon, waarmee niet alleen audio-, maar ook video- en fotobestanden tussen telefoon en desktopcomputer uitgewisseld konden worden. Dit leidde tot speculaties over een eigen mobiele telefoon van Apple.
Op 9 januari 2007 liet Steve Jobs de eerste generatie van de iPhone zien aan de wereld tijdens de Macworld in San Francisco.

## Geschiedenis

### Modellen en software
| Model                             | Kleuren                                                         | Met versie    | Datum uitgebracht                                                    | Stopgezet (verkoop)                                             | Laatste iOS-versie |
| --------------------------------- | --------------------------------------------------------------- | ------------- | -------------------------------------------------------------------- | --------------------------------------------------------------- | ------------------ |
| iPhone                            | Geen, metaal                                                    | iPhone OS 1.0 | 29 juni 2007                                                         | 11 juli 2008                                                    | iPhone OS 3.1.3    |
| iPhone 3G                         | Zwart, Wit                                                      | iPhone OS 2.0 | 11 juli 2008                                                         | 7 juni 2010                                                     | iOS 4.2.1          |
| iPhone 3Gs                        | Zwart, Wit                                                      | iPhone OS 3.0 | 19 juni 2009                                                         | 12 september 2012                                               | iOS 6.1.6          |
| iPhone 4                          | Zwart, Wit                                                      | iOS 4.0       | 24 juni 2010                                                         | 10 september 2013                                               | iOS 7.1.2          |
| iPhone 4s                         | Zwart, Wit                                                      | iOS 5.0       | 14 oktober 2011                                                      | 9 september 2014                                                | iOS 9.3.6          |
| iPhone 5                          | Antraciet, Zilver                                               | iOS 6.0       | 21 september 2012                                                    | 10 september 2013                                               | iOS 10.3.4         |
| iPhone 5c                         | Blauw, Wit, Roze, Geel, Groen                                   | iOS 7.0       | 20 september 2013                                                    | 9 september 2015                                                | iOS 10.3.3         |
| iPhone 5s                         | Zilver, Goud, Spacegrijs                                        | iOS 7.0       | 20 september 2013                                                    | 21 maart 2016                                                   | iOS 12.6           |
| iPhone 6 / iPhone 6 Plus          | Goud, Zilver, Spacegrijs                                        | iOS 8.0       | 19 september 2014                                                    | 12 september 2018 (iPhone 6) 7 september 2016 (iPhone 6+)       | iOS 12.6           |
| iPhone 6s / iPhone 6s Plus        | Zilver, Goud, Spacegrijs, Roségoud                              | iOS 9.0       | 25 september 2015                                                    | 12 september 2018                                               | iOS 15.7           |
| iPhone SE                         | Zilver, Goud, Spacegrijs, Roségoud                              | iOS 9.3       | 31 maart 2016                                                        | 12 september 2018                                               | iOS 15.7           |
| iPhone 7 / iPhone 7 Plus          | Gitzwart, Zwart, Goud, Zilver, Roségoud, (PRODUCT)RED           | iOS 10.0      | 16 september 2016                                                    | 10 september 2019                                               | iOS 15.7           |
| iPhone 8 / iPhone 8 Plus          | Zilver, Spacegrijs, Goud, (PRODUCT)RED                          | iOS 11.0      | 22 september 2017                                                    | 15 april 2020                                                   | iOS 16.7           |
| iPhone X                          | Spacegrijs, Zilver                                              | iOS 11.0.1    | 3 november 2017                                                      | 12 september 2018                                               | iOS 16.7           |
| iPhone Xs / iPhone Xs Max         | Goud, Zilver, Spacegrijs                                        | iOS 12.0      | 21 september 2018                                                    | 10 september 2019                                               | Nieuwste (iOS 18)  |
| iPhone Xr                         | Wit, Zwart, Blauw, Koraal, Geel, (PRODUCT)RED                   | iOS 12.0      | 26 oktober 2018                                                      | 14 september 2021                                               | Nieuwste (iOS 18)  |
| iPhone 11                         | Paars, Wit, Geel, Groen, Zwart, (PRODUCT)RED                    | iOS 13.0      | 20 september 2019                                                    | 7 september 2022                                                | Nieuwste (iOS 18)  |
| iPhone 11 Pro / iPhone 11 Pro Max | Middernachtgroen, Spacegrijs, Zilver, Goud                      | iOS 13.0      | 20 september 2019                                                    | 13 oktober 2020                                                 | Nieuwste (iOS 18)  |
| iPhone SE (2e generatie)          | Zwart, Wit, (PRODUCT)RED                                        | iOS 13.4.1    | 24 april 2020                                                        | 8 maart 2022                                                    | Nieuwste (iOS 18)  |
| iPhone 12 / iPhone 12 mini        | Zwart, Wit, (PRODUCT)RED, Groen, Blauw, Paars                   | iOS 14.1      | 23 oktober 2020 (iPhone 12) 13 november 2020 (iPhone 12 mini)        | 7 september 2022 (iPhone 12 mini) 12 september 2023 (iPhone 12) | Nieuwste (iOS 18)  |
| iPhone 12 Pro / iPhone 12 Pro Max | Zilver, Grafiet, Goud, Oceaanblauw                              | iOS 14.1      | 23 oktober 2020 (iPhone 12 Pro) 13 november 2020 (iPhone 12 Pro Max) | 14 september 2021                                               | Nieuwste (iOS 18)  |
| iPhone 13 / iPhone 13 mini        | Roze, Blauw, Middernacht, Sterrenlicht, (PRODUCT)RED, Groen     | iOS 15.0      | 24 september 2021                                                    | 12 september 2023 (iPhone 13 mini) 9 september 2024 (iPhone 13) | Nieuwste (iOS 18)  |
| iPhone 13 Pro / iPhone 13 Pro Max | Grafiet, Goud, Zilver, Sierrablauw, Alpengroen                  | iOS 15.0      | 24 september 2021                                                    | 7 september 2022                                                | Nieuwste (iOS 18)  |
| iPhone SE (3e generatie)          | Middernacht, Sterrenlicht, (PRODUCT)RED                         | iOS 15.4      | 18 maart 2022                                                        | 31 december 2024                                                | Nieuwste (iOS 18)  |
| iPhone 14 / iPhone 14 Plus        | Middernacht, Sterrenlicht, blauw, paars, geel, (PRODUCT)RED     | iOS 16        | 16 september 2022                                                    | 31 december 2024                                                | Nieuwste (iOS 18)  |
| iPhone 14 Pro / iPhone 14 Pro Max | Spacezwart, zilver, goud en dieppaars                           | iOS 16        | 16 september 2022                                                    | 12 september 2023                                               | Nieuwste (iOS 18)  |
| iPhone 15 / iPhone 15 Plus        | Zwart, blauw, groen, geel, roze                                 | iOS 17        | 22 september 2023                                                    |                                                                 | Nieuwste (iOS 18)  |
| iPhone 15 Pro / iPhone 15 Pro Max | Naturel titanium, Blauw titanium, Wit titanium, Zwart titanium  | iOS 17        | 22 september 2023                                                    | 9 september 2024                                                | Nieuwste (iOS 18)  |
| iPhone 16 / iPhone 16 Plus        | Zwart, wit, roze, blauwgroen, ultramarijn                       | iOS 18        | 20 september 2024                                                    |                                                                 | Nieuwste (iOS 18)  |
| iPhone 16 Pro / iPhone 16 Pro Max | Naturel titanium, Desert titanium, Wit titanium, Zwart titanium | iOS 18        | 20 september 2024                                                    |                                                                 | Nieuwste (iOS 18)  |
| iPhone 16e                        | Zwart, wit                                                      | iOS 18        | 28 februari 2025                                                     |                                                                 | Nieuwste (iOS 18)  |

## Functies

### Scherm en Touch-bediening
De iPhone heeft een multifunctioneel touchscreen. De eerste generaties hadden een resolutie van 480 × 320 pixels (165 ppi). Vanaf de iPhone 4 is de resolutie verviervoudigd naar 960 × 640 pixels (330 ppi) en vanaf de iPhone 5 is de resolutie 1136 × 640 pixels (326 ppi). Apple noemt dit Retina Display omdat de pixels (viermaal zoveel als bij de iPhone 3GS) nu zo dicht bij elkaar zitten dat het menselijk oog geen individuele pixels meer kan waarnemen. Het scherm wordt niet bediend met een stylus, maar met een vinger; met een tweede vinger ontstaan er meer mogelijkheden om via het scherm het apparaat te besturen. Eén vinger wordt gebruikt bij het bedienen van eenvoudige functies; twee vingers worden gebruikt om bijvoorbeeld in en uit te zoomen op foto's, video's en websites in de webbrowser Safari. De technologie van 'tweevingerbesturing' werd enkele jaren geleden door het bedrijf geïntroduceerd bij de touchpads van notebooks. Bij de iPhone gaat deze techniek een stuk verder. Apple noemt deze technologie Multi-Touch.

### Web- en multimedia-ondersteuning
De standaardbrowser van de iPhone, Safari, ondersteunde Adobe Flash niet.
De iPhone speelde alleen video's af in het H.264- en MP4-formaat. Een aparte YouTube-app werd tot iOS 5 met iOS meegeleverd. Deze speelde YouTube-video's af die in het H.264-formaat worden aangeboden in plaats van het in die tijd gebruikelijke Flash-formaat. Daarnaast wordt op de website van YouTube geen gebruik gemaakt van Flash als men vanaf een mobiel apparaat de site bezoekt. Tegenwoordig wordt YouTube niet meer standaard meegeleverd met de iPhone, de vernieuwde YouTube-app van Google kan echter wel uit de App Store gedownload worden.

### Camera
De camera-evolutie van de iPhone begon met de iPhone 2G en 3G, deze hadden een digitale 2 megapixelcamera, waarmee alleen foto's konden worden gemaakt. De iPhone 3GS had een 3 megapixelcamera die ook video's kon opnemen in VGA-resolutie (640x480). De iPhone 4 had een 5 megapixelcamera en kon ook video's maken in HD-kwaliteit (1280x720). De iPhone 4S en de iPhone 5 hadden een 8 megapixelcamera die kan filmen in Full HD-kwaliteit (1920x1080). De iPhone 5c had dezelfde camera als de iPhone 5, terwijl de iPhone 5s ook als extra mogelijkheid in slow motion kon opnemen. De lens zat, zoals gebruikelijk bij veel mobiele telefoons, aan de achterkant. Vanaf de iPhone 4 zit er ook een lens aan de voorkant van het toestel voor onder andere videobellen middels FaceTime.

### Connectiviteit
De iPhone kan verbinding maken met andere apparaten via internet, bluetooth en wifi.Verder heeft het apparaat een afstandsdetector, waardoor het aanraakscherm automatisch wordt uitgeschakeld en het volume van de muziek uit de luidspreker wordt gepauzeerd, zodra de telefoon gaat en de gebruiker het toestel bij het gezicht houdt.

### Sensoren en gyroscoop
Naast aanraakscherm en multi-touch-technologie, heeft de iPhone een reeks sensoren, waaronder een elektronische gyroscoop op basis van versnellingsmeters. Hiermee wordt bepaald in welke stand het toestel zich bevindt: staand, liggend of schuin. De gebruikersinterface wordt hierop aangepast. Een voorbeeld is de bladerfunctie: in de staande modus bladert men door een lijst van nummers door met de vinger over het scherm te gaan. Het systeem bootst dan als het ware een soort vliegwiel na waarop de menu's zijn aangebracht; men kan dit vliegwiel een "zet geven" om snel door de menu's heen te bladeren, of juist "afremmen" om ze te kunnen bekijken. In de liggende stand schakelt de iPhone bijvoorbeeld automatisch om naar de "Cover Flow"-interface, waarmee de gebruiker, net als bij iTunes, door albumhoezen kan bladeren.

### Ontwikkelaarstools
In 2008 bracht Apple een softwareontwikkelingspakket (SDK) voor het schrijven van iPhone- en iPod Touch-toepassingen uit. Met dit pakket kunnen bedrijven speciale iPhone-applicaties maken. Een basispakket was te koop voor $ 99; de uitgebreide versie voor $ 299.

## Jailbreak
Het besturingssysteem van de iPhone werkt alleen met software die door Apple is goedgekeurd. Dit werkt met behulp van gesigneerde code en cryptografie. Met behulp van bepaalde Windows-, Linux- en Mac-programma's kan dit omzeild worden, waardoor een gebruiker toch toegang krijgt tot de bestanden in het bestandssysteem van de iPhone. Dit wordt aangeduid met de Engelse term jailbreak. Met een dergelijke aangepaste iPhone is het mogelijk buiten iTunes en de App Store om bepaalde apps van derden te installeren en de gebruikersinterface naar eigen wens in te richten. Apple beschouwt dit als een inbreuk op zijn auteursrecht. Consumentenorganisaties betogen echter dat gebruikers van een iPhone zelf mogen bepalen wat zij met hun apparaat doen. De United States Copyright Office bepaalde in 2010 op verzoek van de Amerikaanse Electronic Frontier Foundation dat het jailbreaken van een iPhone in de Verenigde Staten legaal is. Hiervoor werd een uitzondering gemaakt op de Digital Millennium Copyright Act.
Wel vervalt de garantie van Apple als een apparaat op een dergelijke manier wordt gemanipuleerd. Een jailbreak kan ongedaan worden gemaakt, door het herstellen van de iPhone (naar fabrieksinstellingen) of het terugzetten naar originele firmware. IPhones kunnen met een geïnstalleerde jailbreak gevoeliger zijn voor malware.
Vanaf iOS 17 is het volgens de Digital Markets Act (ook wel DMA) van de Europese Commissie aan Apple verplicht om aanpassingen te doen aan hun beleid en voor kopers binnen de EU sideloading mogelijk te maken. De Europese Commissie is 25 maart 2024 een onderzoek gestart naar de mate waarin onder andere Apple zich aan deze Digital Markets Act heeft gehouden, dit is momenteel nog lopende.

## Productie
De iPhone bestaat uit meerdere componenten, die door verschillende toeleveranciers worden geproduceerd. Voor de ontwikkeling van het aanraakgevoelige beeldscherm is het Duitse bedrijf Balda verantwoordelijk. De productie zelf wordt onder andere uitgevoerd door schermfabrikant TPK in het Chinese industriegebied Xiamen. Balda is voor 50% eigenaar van TPK.
Het NAND-flashgeheugen in de iPhone is afkomstig van de firma's Hynix, Intel, Micron, Samsung Electronics en Toshiba, waarmee Apple een overeenkomst tot 2010 had gesloten. De kosten van de componenten en de vervaardiging van de iPhone liggen volgens analisten rond de 265 dollar voor het 8GB-model, dus ongeveer 67% van de verkoopprijs. Het duurste onderdeel is het aanraakgevoelige scherm, waarvan de productiekosten rond 27 dollar liggen.

## Naamgeving
Volgens Cisco brak Apple met de naam iPhone in op de rechten van het bedrijf, dat via het merk Linksys VoIP-producten onder de naam iPhone verkocht. Cisco kondigde in januari 2007 een rechtszaak aan.
Op 21 februari 2007 maakten Apple en Cisco bekend dat ze een overeenkomst hadden over het gebruik van de naam. Beide bedrijven zullen de naam wereldwijd gebruiken en zullen geen juridische stappen meer ondernemen. Ook onderzoeken de bedrijven de mogelijkheden om samen te werken op het gebied van veiligheid en communicatie.
De naam van het mobiele besturingssysteem van Apple is sinds de iPhone 4 iOS.

## Problemen

### Ontploffende iPhones en iPods
Er zijn verschillende incidenten bekend, waarbij een iPhone of iPod ontplofte. Zo ontplofte in augustus 2009 de iPhone van een Fransman terwijl die een sms-bericht opstelde. De iPod touch van een Britse eigenaar ontplofte eveneens. Apple beloofde hem compensatie in ruil voor geheimhouding, maar in plaats daarvan zocht de Brit de publiciteit.

### iPhone 4
Kort na de lancering van de vierde generatie iPhone bleken zich bij sommige iPhones problemen voor te doen. Zo zouden op sommige iPhones 4 verschillende gele vlekken op het scherm zichtbaar zijn. Deze vlekken verdwenen echter na een paar dagen. Dit probleem zou te maken hebben gehad met de lijm. Deze zou nog niet goed opgedroogd zijn geweest als gevolg van het snelle productieproces. Ook zouden er bij sommige iPhones 4 problemen zijn met de nabijheidssensor: deze schakelt het scherm tijdens een gesprek uit als de iPhone bij het oor wordt gehouden, zodat niet per ongeluk met het gezicht het gesprek wordt beëindigd.
Daarnaast zouden bijna alle modellen problemen hebben met de antenne. Zodra de antenne, links onderin, stevig wordt vastgegrepen zou het signaal gedeeltelijk wegvallen. Het probleem zou volgens Apple in de media worden overdreven en zou aan de software liggen, die een foute weergave van het aantal streepjes liet zien. Apple bracht in juli een gratis software-update uit voor de iPhone 3G, iPhone 3GS en iPhone 4. Apple liet in een persconferentie weten dat alle iPhone 4-bezitters een gratis hoesje zouden krijgen. Ook konden kopers, wanneer ze ontevreden zijn, het toestel inruilen.
Nadat consumenten en organisaties klaagden over het probleem, gaf Apple een persconferentie waarin werd gesteld dat andere fabrikanten ook last hadden van verslechterend bereik als de telefoon op een bepaalde manier wordt vastgehouden. Apple demonstreerde op een website dat het probleem zou zijn ontstaan door gebreken aan antennes van mobiele telefoons in het algemeen. Onder andere de BlackBerry Bold 9700, HTC Droid Eris, Motorola Droid X, Nokia N97 Mini, iPhone 3GS en Samsung Omnia 2 zouden last hebben van hetzelfde probleem.
Deze fabrikanten verwierpen echter de bewering van Apple. Nokia gaf toe dat signaalverlies kon optreden als men telefoons op een bepaalde manier vasthield. "Daarom hebben wij veel tijd geïnvesteerd in het uitzoeken van de manier waarop mensen hun telefoon vasthouden. Onze designs moeten ervoor zorgen dat er in het echte leven altijd een goed signaal is, in welke hand klanten de telefoon ook vasthouden." RIM reageerde met het verweer dat een BlackBerry geen hoesje nodig had om te kunnen bellen. Ook HTC reageerde fel op de bewering van Apple.
Daarnaast werd in oktober 2010 bekend dat door een bug in de software onder andere een met een pincode beveiligd adresboek toch toegankelijk was.